# Irish Staffordshire bull terrier
Irish Staffordshire Bull Terrier, Irish staffie ou Irish bull terrier(bull terrier irlandês), é uma raça de cão de origem irlandesa. Foi utilizada como cão de combate e cão de caça.  A raça é reconhecida pelos clubes cinófilos: DRA(Dog Registry of America, Inc), IKC(Intercontinental Kennel Club), ISF(Irish Staffordshire Federation) e UNKC(United National Kennel Club).

## História
O Irish Staffordshire Bull Terrier é considerado uma versão de trabalho do Staffordshire Bull Terrier da Inglaterra, esta versão teria sido desenvolvida na Irlanda no século XIX. É descendente direto do antigo Irish Bulldog(Bulldog irlandês) e do original staffordshire terrier de rinha, porém também sofreu inserção do Blue Paul Terrier, English White terrier e outros Bull-and-terriers da Inglaterra, bem como de cães de caça e de combate locais.  O Irish staffordshire bull terrier foi imensamente popular na Irlanda e era utilizado para caçar javalis, raposas, texugos, e para brigar com outros cães.
A raça permaneceu inalterada por cerca de 200 anos, embora em algumas estirpes irlandesas alguns "Gamebred Bull terriers" e pequenos cães de caça(frutos do cruzamento entre lébreis e terriers)  tenham sido introduzidos periodicamente nas linhagens de trabalho, para manter o "drive" e a saúde dos cães.
Às vezes chamado de "Old type" ou "Sporting" Staffordshire bull terrier, este lendário gladiador irlandês é bastante raro hoje em dia, mas não chegou à extinção. A raça ainda é criada e utilizado em suas funções tradicionais, tanto na sua terra natal, como no mundo. 
O Irish Staffordshire bull terrier foi um dos principais progenitores do American pit bull terrier e acredita-se ter sido também influente em algumas das primeiras linhagens de buldogues americanos. Nos últimos anos, acredita-se que um pouco de sangue de American Pit bull terrier tenha sido inserido no seu Pool genético, tornando as duas raças ainda mais unidas.
Alguns estudiosos acreditam que estes cães são na verdade o próprio Pit Bull, mas que receberam um nome irlandês para serem protegidos das leis de proibições a raças consideradas perigosas, impostas pelo Reino Unido. Ou que seja apenas um Staffbull fora de padrão, com maior porcentagem de sangue terrier. Na realidade o Irish staffie não é, e ao mesmo tempo é, um Pit Bull e um Staffbull, porque o Pit Bull é praticamente a sua versão "refinada" pelos americanos. E o Staffbull seria sua versão de baixo desempenho, cuja popularidade como cão de exposição e cão de família ofuscou sua função original e seu homólogo irlandês.
A raça atualmente é reconhecida pelos clubes cinófilos: DRA(Dog Registry of America, Inc), IKC(Intercontinental Kennel Club), ISF(Irish Staffordshire Federation) e UNKC(United National Kennel Club).

## Características
Mais alto e mais atlético em comparação com seus pequenos primos ingleses(Staffbulls), a raça foi altamente valorizada como um cão de combate tenaz, conhecido por seu Gameness superior. Musculoso, ágil e poderoso, este cão de trabalho é perfeito para lidar com uma série de tarefas, mas o sua devoção por seres humanos e seu alto grau de treinabilidade torna-o um excelente animal de estimação da família. No entanto, como com outras raças do grupo "Bully breeds", o treinamento adequado e a posse responsável são muito importantes. O Irish Staffordshire bull terrier possuí grande instinto de caça e grande sensibilidade visual à movimentações, além de possuir também agressividade contra outros cães, se não socializados desde muito cedo. Mas, mesmo com a melhor educação, ele vai manter o seu forte instinto dominante contra outros cães. Este é um cão sólido, musculoso e atlético, com um peito profundo, ombros largos, pernas robustas longas e uma cabeça bastante ampla. As orelhas e caudas são geralmente deixadas em estado natural, mesmo nos exemplares de rinha, mas ocasionalmente surgem cães com orelhas cortadas.
A pelagem é curta, lisa e deitada, e vem em todas as cores, principalmente preto, fulvo, tigrado, azul e vermelho, mas a maioria dos cães são predominantemente branco com manchas escuras. Seu peso varia de 25 à 35 kg, e sua altura é de 44 à 60 cm na altura da cernelha.